# 志願制度

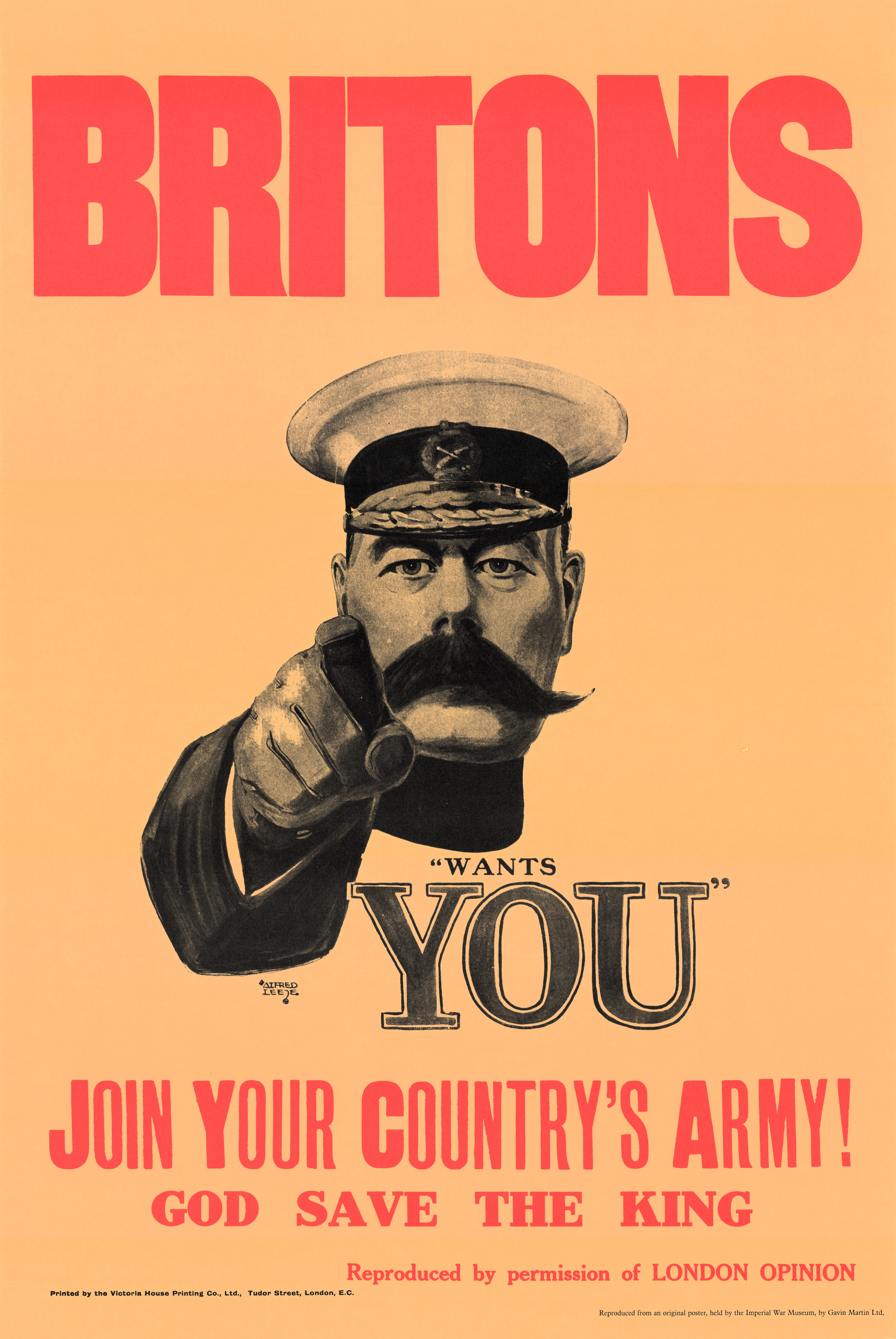
第一次世界大戦時のイギリスにおけるキッチナーの募兵ポスター、『英国民たちよ、（国家は）君を必要としている』。当時イギリスでは徴兵制は敷かれていなかった。

志願制度（しがんせいど）または募兵（ぼへい）は、強制徴兵せずに志願者達だけで軍隊を維持する兵役制度である。英語では「オール・ボランティア・ミリタリー・システム（All volunteer military system）」と呼ぶ。国民に軍務に服する義務を課す徴兵制度に対し、それをせず当人の自由意思に任せる制度である。アメリカ合衆国、イギリス、カナダ、ドイツ、インドなどがその例である。主に個人の自由が最高の権利と考える自由主義者や反軍国主義者が支持する兵役制度である。

## 概要
国民国家の成立とともに徴兵制が誕生し普及したため、それ以外の制度が区別上志願制と呼ばれる。徴兵制の国家にも、自らの意志で入隊する志願兵は存在するが、志願制とは区別される。
20世紀後半から2010年代にかけて、現状にそぐわなくなった徴兵制が廃止・縮小され志願制に復帰する国家が増え続けている。詳しくは徴兵制度#徴兵制度の歴史及び徴兵制度#徴兵制度の問題を参照。
一方で、2016年9月にスウェーデンが、2010年に廃止した徴兵制を復活させると発表するなど、志願制から徴兵制に移行を目指す国家もある。スウェーデンの専門家は、志願制では兵士の質や量を確保することが出来ないとしている。

## 大日本帝国の志願兵の服役
- 大日本帝国陸軍 - 3種ある。
  - 現役志願兵 - 年齢17年以上徴兵適齢未満のもので、現役であることを志願するもの。2年在営させ、その現役は一般の現役兵として徴集されたものと同じ。ただし輜重兵、特務兵および補助看護兵は採用しない。
  - 憲兵上等兵および楽手補 - 兵役は現役、予備役、後備役とし、逐次これに服させる。その服役期間は現役は、憲兵は前服役期間を通算して4年、楽手補はこれを命じられた年の12月1日から起算して5年であるが、いずれも志願によって延長することが出来る。予備役は現役を通算して7年4月、後備役は前服役を通算し17年4月である。ただし年齢40年に満ちる前に後備兵役を終ったものは第一国民兵役にあるものとみなされる。
  - 年齢40年を過ぎ志願により国民軍に編入された兵 - 当該期間第一国民兵にあるものとみなされる。
- 大日本帝国海軍
  - 本人の志願により海軍志願兵令に基づいて採用され、全国から徴募するが、兵種は水兵、航空兵、機関兵、軍楽兵、看護兵、主計兵の6種で、年齢17年以上21年未満のものについて行なう。ただし掌電信兵を志願する水兵は15年以上19年未満、軍楽兵は16年以上20年未満。服役は現役5年、予備役4年および後備兵役5年とし、後備役を終ったもので、年齢40年未満のものは第一国民兵に服させる。

現役定限年齢は35年とし、40年を服役の終期とする。
朝鮮・台湾における志願兵制度については朝鮮人日本兵・台湾人日本兵をそれぞれ参照。